# Маню Паєт
Маню́ Пає́т (фр. Manu Payet, реюньйонська вимова: pajɛt, справжнє ім'я — Еммануе́ль Пає́т (фр. Emmanuel Payet); нар. 22 грудня 1975, Сен-Дені, Реюньйон, Франція) — французький актор, кінорежисер, сценарист, комік, радіо- і телеведучий.

## Життєпис
Емманунль Паєт починав кар'єру як ведучий радіостанції NRJ в Реюньйоні. Потім Маню запросили в паризький офіс NRJ вести програми загальнонаціонального мовлення. Телевізійна кар'єра Паєта почалася в 2003 році з роботи на гумористичному каналі «Comédie!», а в 2006 році він дебютував в кіно, знявшись в комедійній мелодрамі «Який ти прекрасний!» (фр. Comme t'y es belle!).
Найпомітніші свої ролі Маню Паєт зіграв у стрічках «Усе те, що виблискує» (фр. Tout ce qui brille, 2010), «Кохання — це для двох» (фр. L'amour, c'est mieux à deux, 2010), «Радіозірки» (англ. Radiostars, 2012).
У 2014 році Паєт зняв за власним сценарієм комедію «Любовна ситуація — це непросто» (фр. Situation amoureuse: C'est compliqué), в якій сам зіграв головну роль. Фільм був відзначений Гран-прі Міжнародного фестивалю комедійного кіно в Альп-д'Юез у Франції.
Наприкінці 2017 року Маню Паєт був оголошений ведучим 43-ї церемонії вручення французької національної кінопремії «Сезар», яка відбудеться 2 березня 2018 року.

## Особисте життя
З 10 вересня 2009 року і до розлучення в червні 2011 року Маню Паєт перебував у шлюбі з акторкою і режисеркою Жеральдін Накаш.

## Фільмографія
Актор
| Рік  |    | Українська назва                  | Оригінальна назва                            | Роль                                          |
| ---- | -- | --------------------------------- | -------------------------------------------- | --------------------------------------------- |
| 2004 | с  | Камелот                           | Kaamelott                                    | Веріній                                       |
| 2006 | ф  | Який ти прекрасний!               | Comme t'y es belle!                          | другий чоловік у синагозі                     |
| 2006 | тф | Маленькі секрети і велика брехня  | Petits secrets et gros mensonges             | Седрік                                        |
| 2008 | с  | Корпорація героїв                 | Hero Corp                                    | Людина-мураха                                 |
| 2008 | ф  | Привіт-бувай                      | Hello Goodbye                                | Шапіро                                        |
| 2009 | ф  | Коко                              | Coco                                         | Стів                                          |
| 2009 | ф  | Вихідні!                          | RTT                                          | Серкін                                        |
| 2010 | ф  | Усе те, що виблискує              | Tout ce qui brille                           | Ерік                                          |
| 2010 | ф  | Кохання — це для двох             | L'amour, c'est mieux à deux                  | Вінсент                                       |
| 2011 | ф  | Пригоди Філібера                  | Les aventures de Philibert, capitaine puceau | Мартін                                        |
| 2011 | ф  | І раптом мені усіх бракує         | Et soudain tout le monde me manque           | Атом                                          |
| 2011 | ф  | Право на «Ліво»                   | Les infidèles                                | Симон (епізоди «Симон» та «Анонімні невірні») |
| 2012 | ф  | Радіозірки                        | Radiostars                                   | Алекс                                         |
| 2013 | ф  | Пригоди французів в Нью-Йорку     | Nous York                                    | Мішель                                        |
| 2013 | с  | Висадка                           | Le débarquement                              |                                               |
| 2013 | мф | Буль і Білл                       | Boule & Bill                                 | Білл, озвучення                               |
| 2013 | ф  | Джульєтта                         | Juliette                                     | Оскар                                         |
| 2014 | ф  | Любовна ситуація — це непросто    | Situation amoureuse: C'est compliqué         |                                               |
| 2015 | ф  | Горили                            | Les gorilles                                 | Деміен Вольєр                                 |
| 2015 | с  | Пеплум                            | Peplum                                       | посильний                                     |
| 2015 | ф  | Мало, багато, сліпо               | Un peu, beaucoup, aveuglément!               | касир Пікар                                   |
| 2015 | ф  | Багатонадійний початок            | Un début prometteur                          | Мартен Вувель                                 |
| 2015 | ф  | Усе, що треба для щастя           | Tout pour être heureux                       | Антуан                                        |
| 2016 | тф | Дамокл                            | Damoclès                                     |                                               |
| 2017 | ф  | Під одним дахом                   | Sous le même toit                            | Ніко                                          |
| 2017 | ф  | Гангстердам                       | Gangsterdam                                  | Мішка                                         |
| 2017 | мф | Буль і Білл 2                     | Boule & Bill 2                               | Білл, озвучення                               |
| 2018 | ф  | Шалений Будапешт                  | Budapest                                     | Вінсент                                       |
| 2023 | ф  | Астерікс і Обелікс: Шовковий шлях | Astérix et Obélix : L'Empire du Milieu       | Рі Чі Чі                                      |

Режисер, сценарист
| Рік  |  | Назва українською              | Оригінальна назва                    | Режисер | Сценарист |
| ---- |  | ------------------------------ | ------------------------------------ | ------- | --------- |
| 2014 |  | Любовна ситуація — це непросто | Situation amoureuse: C'est compliqué | Так     | Так       |
| 2018 |  | Будапешт                       | Budapest                             |         | Так       |

## Визнання
| Нагороди та номінації Маню Пайєта                   | Нагороди та номінації Маню Пайєта    | Нагороди та номінації Маню Пайєта | Нагороди та номінації Маню Пайєта |
| Рік                                                 | Категорія                            | Фільм                             | Результат                         |
| --------------------------------------------------- | ------------------------------------ | --------------------------------- | --------------------------------- |
| Міжнародний фестиваль комедійного кіно в Альп-д'Юез |                                      |                                   |                                   |
| 2014                                                | Гран-прі за найкращий художній фільм | Любовна ситуація — це непросто    | Перемога                          |
| Кінофестиваль романтичного кіно в Кабурі            |                                      |                                   |                                   |
| 2016                                                | «Золотий Сван» найкращому актору     | Усе, що треба для щастя           | Перемога                          |